# Чайка білошия
Чайка білошия (Vanellus miles) — вид птахів родини сивкових (Charadriidae).

## Поширення
Вид поширений в Австралії, Новій Гвінеї та островах на сході Індонезії. У 1930-х роках вперше зареєстрований в Новій Зеландії. Відтоді поширився по всій країні. Мешкає на околицях водно-болотних угідь та в інших вологих відкритих середовищах, але здатний пристосовуватися і часто трапляється в посушливих областях.

## Опис
Цей вид є найбільшим представником родини сивкових. Його довжина приблизно 35 см і вага приблизно 370 г. Підвид Vanellus miles miles має білу шию та великі жовті відростки на голові, набагато більші у самців. Підвид Vanellus miles novaehollandiae має білу шию з чорними смугами з боків і менші відростки голови.

## Підвиди
- V. m. miles (Boddaert, 1783) — Нова Гвінея, острови Ару, північна Австралія;
- V. m. novaehollandiae Stephens, 1819 — південна Австралія, Нова Зеландія.